# Homero Ferruzca
Homero Ferruzca Macías (Tequisquiapan, Querétaro; 2 de abril de 1965) más conocido como Homerito, es un actor y comediante mexicano. Es conocido especialmente por interpretar a Homerito en el programa Cero en conducta.

## Filmografía[2]

### Televisión[3]
- Lotería del Crimen (2024)
- Tal para cual (serie de televisión mexicana) (2023)[4]
- El Chapo (2017-2018)[5][6]
- Por amar sin ley (2018)
- Como dice el dicho (2015-2018)[7]
- Qué pobres tan ricos (2013-2014)
- Qué bonito amor (2012-2013)
- Cachito de cielo (2012)
- Adictos (2009)
- La fea más bella (2007)
- Hospital El paisa (2004)
- La Jaula (serie de televisión) (Homerito) (2003)
- Vida TV (programa de televisión) (2001-2004)
- Cero en conducta (1999-2002) - Homero Cardenas[1]
- Derbez en Cuando (1999)
- Dr. Cándido Pérez (1992-1993)[8]

### Cine
- Malacopa (2018)
- El día de los Albañiles IV (2000)